# Клуб 231
Клуб колишніх політв'язнів (Клуб 231, К 231) — організація політичних в’язнів комуністичного режиму, ув’язнених з лютого 1948 року до початку 1960-х років. Заснований 31 березня 1968 року в Празі, головою підготовчої комісії став професор Карел Нігрін, секретарем обрано Ярослава Бродського; Невдовзі 80000 осіб з усієї Чехословаччини подали заявки на вступ до організації. 
Після вторгнення військ Варшавського договору до Чехословаччини 1968 року Клуб 231 був заборонений як «один із центрів контрреволюції» і розпущений за рішенням державної влади. Багато представників Клубу емігрували після окупації, як секретар Ярослав Бродський або голова документаційного комітету клубу Ота Рамбусек. У 1990 році на зміну Клубу 231 прийшла Конфедерація політичних в’язнів Чехословаччини (нині — Конфедерація політичних в’язнів Чехії).

## Атака російського державного телебачення в 2015 році
«Клуб 231» став об’єктом атаки російської пропаганди: російське державне телебачення «Росія 1» зняло фальшивий фільм «Варшавський договір. Розсекречені сторінки» у 2015 році. (рос. «Варшавский договор. Рассекреченные страницы»), на якому його описували як «ударну силу» празької опозиції та головного винуватця вторгнення військ Варшавського договору до Чехословаччини 1968 року. Членів Клубу 231 фільм описував як засуджених есесівців, фашистів, колаборантів і ворогів чехословацького народу, які хотіли створити ситуацію безкарності та спровокувати збройні сутички та кровопролиття.